# 志茂
志茂（日语：／ Shimo */?）是東京都北區的町名。現行行政地名為志茂一丁目至五丁目。已實施住居表示。郵遞區號為115-0042。

## 地理
位於東京都北區東北端，隅田川西岸的低地處。町域北部的岩淵水門附近是荒川與隅田川的分流處，以及新河岸川與隅田川的匯流處。町域北為東京都、埼玉縣交界，東邊的隅田川是北區、足立區區界。南鄰神谷，西接赤羽與赤羽南。國道122號（北本通）由南向西通過本町中央，其底下為東京地下鐵南北線。
新河岸川與荒川之間的沙洲也屬本町町域，設有橋梁連結。沙洲上有荒川下流河川事務所、公務員住宅等設施，但無橋梁可通往荒川對岸的埼玉縣。

## 歷史
江戶時代為豐島郡岩淵領下村。《武藏田園簿》記載村高為415石，江戶時期因開發新田，天保鄉帳記載的村高已達846石。小名有上、下、大荒久等。正保時期，此地為天領，之後賜予小石川傳通院、淺草幡随院、谷中南泉寺等。代官手代的八官七兵衛在荒川沿岸開發新田，1675年（延寶3年）稱八官新田。此外，荒川對岸岩淵宿內有梛野原新田的飛地。
下村在明治5年（1872年）劃屬東京府，1878年（明治11年）劃入北豐島郡。1889年（明治22年）施行町村制，與岩淵町合併，為岩淵町大字下。1932年（昭和7年）編入東京市，為王子區志茂町一～三丁目。1957年（昭和32年）大半重劃為志茂一～五丁目，1967年（昭和42年）5月1日實施住居表示，1957年未重劃的志茂町三丁目編入志茂五丁目。

### 地名由來
1932年（昭和7年）成立王子區志茂町時，決定採用大字下的小字志茂作為町名。字「志茂」原寫為「下」，明治時期因二字化而改為現在的「志茂」，（下村字「上」後改為「加美」）。下村的「下」與小字的「上」、「下」不同，意指此地位於有渡口的岩淵宿下游。

## 交通

### 鐵路
- 東京地下鐵－南北線：志茂站

另可利用赤羽的東日本旅客鐵道赤羽站等。

### 巴士
- 東京都交通局

### 道路、橋梁
道路
- 國道122號
- 東京都道449號新荒川堤防線（日语：東京都道449号新荒川堤防線）

橋梁
- 新荒川大橋
- 志茂橋

## 設施
- 荒川下流河川事務所
- 北清掃工場
- 岩淵水門（日语：岩淵水門）
- 北區立赤羽中學校
- 北區立撫子小學校（日语：北区立なでしこ小学校）
- 荒川岩淵綠地

## 備註
1. ↑  人口統計表（平成26年03月1日現在）－北區役所ホームページ 的存檔，存档日期2014-03-16.
2. 1 2 3 4 5 6 7 8 9 10  『角川日本地名大辞典 13 東京都』，角川書店，1991年9月再版，PP354-355，PP366-367，P833。